# سمير فريد
سمير فريد (1 ديسمبر 1943 - 4 أبريل 2017) هو ناقد ومؤرخ سينمائي مصري. كما كان كاتباً ألف عشرات الكتب خلال خمسين عاما من عمله كناقد، كما كان كاتب عمود في صحيفة المصري اليوم بعنوان «صوت وصورة».

## حياته
ولد سمير فريد في القاهرة سنة 1943، تخرج في قسم النقد بالمعهد العالي للفنون المسرحية عام 1965. وتدرج بالعمل الصحفي والسينمائي كما يلي:
- صحفيا وناقدا سينمائيا بجريدة الجمهورية 1964
- عميد النقاد السينمائيين العرب
- يكتب مقال يومي في «المصري اليوم» تحت عنوان «صوت وصورة»
- حصل على جائزة الدولة للتفوق في الفنون من المجلس الأعلى للثقافة عام 2002
- حصل على ميدالية مهرجان كان الذهبية بمناسبة الدورة الأخيرة في القرن العشرين عام 2000
- اشترك في إصدار ثلاث مجلات سينمائية منذ 1969
- صدر له 50 كتابا مؤلفا ومترجما.